# Бојана Маторкић Ивановић
Бојана Маторкић Ивановић је српски диригент и педагог. Дипломирала је музичку педагогију 1981. и дириговање 1982. године на Факултету музичке уметности у Београду, а звање магистра музичке педагогије стекла је 1986. године. Магистарску тезу из области дириговања одбранила је 1991. године.
Бојана Маторкић Ивановић ради на Факултету музичке уметности у Београду, а 2012. године изабрана је у звање редовног професора за ужу теоријско – уметничку област: Солфеђо и методика наставе солфеђа.
Диригент је панчевачког хора „Јован Бандур“.